# Agny
Agny é uma comuna francesa na região administrativa de Altos da França, no departamento de Pas-de-Calais. Estende-se por uma área de 6,05 km². Em 2010 a comuna tinha 1 941 habitantes (densidade: 320,8 hab./km²).

## População
| Ano  | Habitantes |
| ---- | ---------- |
| 1962 | 1 033      |
| 1968 | 1 083      |
| 1975 | 1 291      |
| 1982 | 1 232      |
| 1990 | 1 963      |
| 1999 | 1 954      |